# Pere Maria Orts i Bosch
Pere Maria Orts i Bosch (València, 5 de juliol de 1921 - 26 de febrer de 2015) va ser un historiador, investigador, heraldista i col·leccionista valencià. Va ser acadèmic de l'Acadèmia Valenciana de la Llengua i va ser guardonat amb l'Alta Distinció de la Generalitat Valenciana el 2006.

## Biografia
Nascut a la ciutat de València el 5 de juliol de 1921, realitzà els estudis de Batxiller al Reial Col·legi de les Escoles Pies de València i el 1945 es llicencià en Dret per la Universitat de València, tot i que mai no exercí aquesta professió, sinó que es va inclinar a desenvolupar la tasca com a historiador i investigador, a més de col·leccionista.
Pere Maria Orts mantingué una forta vinculació amb la ciutat de Benidorm (Marina Baixa), d'on procedeix la seua família paterna. Així ha seguit les passes del seu avi patern Pere Maria Orts i Berdín (Benidorm, 1839), magistrat de l'Audiència de València i historiador.
A l'edat de 45 anys, Pere Maria Orts traslladà la seua residència a Benidorm, on decidí dedicar-se per complet a la investigació, centrant els seus estudis en la comarca de la Marina. L'interès i motor principal de l'obra literària i labor artística global de Pere Maria Orts va ser localitzar prodigis documentals i obres d'art pertanyents a l'antic Regne de València, que per causes exògenes han abandonat el seu origen, amb la finalitat de completar els fons patrimonials i rescatar part de la història del poble valencià. Amb tot, una de les seues grans frustracions confessades va ser no haver pogut adquirir per a retornar-lo a València el retaule de la Batalla del Puig, atribuït a Andreu Marçal de Sax, encàrrec del Centenar de la Ploma, del voltant del 1400, en propietat del Victoria & Albert Museum, a Londres, des del 1864.
Així, com a mecenes artístic, amplià la seua herència familiar amb la compra de tota mena d'objectes artístics, buscant exemplars únics fora de les biblioteques, arxius i museus de València. Així, el 2006 va decidir donar gran part d'aquest patrimoni a diverses institucions públiques valencianes, com la Biblioteca Valenciana (més d'onze mil volums únics, entre els quals tretze incunables) o el Museu de Belles Arts Sant Pius V (229 pintures dels més cèlebres mestres des del Trecento al segle xx i objectes artístics de gran valor, com deu escultures d'embalum rodó, seixanta-nou peces de ceràmica provinents majoritàriament de Manises, Talavera, l'Alcora i Ribesalbes, o importades des de la Xina, Japó i França, porcellanes de la Companyia d'Índies i vidres de Murano. A més de nou mobles, tres tapissos, set calzes, diversos canelobres i, fins i tot, una escrivania de plata).
Morí el 26 de febrer de 2015, després de ser hospitalitzat per una gastroenteritis, que posteriorment es va complicar amb problemes pulmonars.
En el volum Biografies parcials. Nascuts abans de la guerra (Catarroja: Afers, 2011, pàgs. 72-106) de Xavier Serra hi ha un capítol dedicat a Pere Maria Orts amb una semblança i testimonis propis.

## Obres
- Una imagen de la Virgen en Benidorm (1965).
- Regalismo en el siglo XVI. Sus implicaciones políticas en la Diputación de Valencia (1971).
- Arribada d'una imatge de la Verge a Benidorm (1972).
- Alicante, notas históricas,1373-1800 (1971).
- Introducció a la història de la Vila-Joiosa i el notari Andreu Mayor (1972).
- L'almirall Bernat de Sarrià i la Carta de Poblament de Benidorm (1976).
- Història de la Senyera al País Valencià (1979).

També s'han de destacar les publicacions sobre la història de Benidorm i la toponímia de la Marina Baixa en la revista de les festes majors de Benidorm, l'article "Estudi sobre toponímia a la Crònica del rei Jaume I" publicat en la revista Saitabi, com també diversos pròlegs i col·laboracions i un estudi sobre la família Borja publicat en el catàleg de l'exposició Borja a Xàtiva. També col·laborà amb estudis de genealogia i heràldica en la Gran Enciclopedia de la Región Valenciana (1972-1977).

## Reconeixements i premis
Aquesta extensa labor li valgué el títol de Cronista Oficial de Benidorm i Fill Adoptiu d'aquesta localitat des del 23 de desembre de 1985, a més de la Distinció Cultural "Ciutat de Benidorm", des del 9 d'octubre de 2008. Així mateix, va rebre el Premi d'Honor de les Lletres Valencianes el 1996, i fou Acadèmic d'Honor de la Reial Acadèmia de Sant Carles de València des de 1999 i Fill predilecte i Medalla d'Or de la Ciutat de València, a més de l'Alta Distinció de la Generalitat Valenciana el 2006.
Va ser membre del Patronat del Museu de Belles Arts Sant Pius V de València i de l'Acadèmia Valenciana de la Llengua des de 2001. Així mateix, va ser nomenat vocal membre del consell de Biblioteques de la Conselleria de Cultura, Educació i Ciència, proposat a l'abril de 1987; vocal de la comissió per a l'adjudicació de beques per a l'estudi de la cultura valenciana el 2000, 2003 i 2007, i membre del jurat del Premi Alfons el Magnànim de poesia en valencià el 2003, entre d'altres.
L'any 2015 va rebre a títol pòstum la Medalla d'Honor de l'Acadèmia Valenciana de la Llengua.